# کمیته المپیک عمان
کمیته المپیک عمان (عربی: اللجنة الأولمبية العمانية) یک سازمان ورزشی است که نماینده کشور عمان در کمیته بین‌المللی المپیک می‌باشد.
این سازمان که در سال ۱۹۸۲ تأسیس شده مسئول آماده‌سازی و اعزام ورزشکاران به بازی‌های المپیک، بازی‌های المپیک جوانان و بازی‌های آسیایی است.